# Facultatea de Automatică și Calculatoare din Iași
Facultatea de Automatică și Calculatoare este o facultate din Iași, România, care își desfășoară activitatea pe platforma Universității Tehnice "Gheorghe Asachi" din Iași. 

## Istoric
Facultatea a fost înființată în anul 1990, însă primul curs de automatică, și mai apoi de calculatoare, au fost introduse în cadrul programului de învățământ al Facultății de Electrotehnică în 1959 și, respectiv, 1963.
Mai târziu, în 1977, ca rezultat al dezvoltării acestor ramuri noi ale științei și al acumulării experienței în aceste domenii de către personalul didactic, prin studii de specialitate în Europa și S.U.A., în cadrul unor proiecte de cercetare pe termen lung, s-a putut organiza un întreg program academic în domeniul automaticii și calculatoarelor.
În 1990, grupul de profesori specializați în domeniile de mai sus din cadrul Facultații de Electrotehnică, s-au separat de aceasta, înființându-se astfel Facultatea de Automatică și Calculatoare. La conducerea facultății s-au aflat, în calitate de decani, profesorii Corneliu Huțanu, Mihail Voicu, Dan Gâlea și Corneliu Lazăr. Actualul decan este prof. Vasile Manta.
Din septembrie 1998, Facultatea de Automatică și Calculatoare își are sediul într-o clădire nouă, de 7700 m2, cu 2 amfiteatre, 7 săli de curs și seminar, 30 de laboratoare și o bibliotecă cu sală de lectură dotată după cele mai moderne standarde în domeniu.

## Structură și planuri de învățământ
În prezent, Facultatea de Automatică și Calculatoare cuprinde două departamente:
- Automatică și Informatică Aplicată.

- Calculatoare.

Toate activitățile sunt coordonate de către Consiliul facultății, compus din 24 de membri (18 cadre didactice și 6 studenți). Facultatea pregătește ingineri la cursurile de zi, cu durata de patru ani, în specializările Automatică și informatică aplicată (domeniul Ingineria sistemelor), Calculatoare și Tehnologia informației (domeniul Calculatoare și tehnologia informației). Cele două domenii de studii sunt supervizate de Departamentul de Automatică și Informatică Aplicată și de Departamentul de Calculatoare. 
Pentru absolvenții studiilor universitare de licență se organizează cursuri de master, în regim fără și cu taxă. Facultatea de Automatică și Calculatoare oferă absolvenților posibilitatea continuării și aprofundării activității de cercetare prin studiile doctorale în specializările Ingineria sistemelor și Calculatoare și tehnologia informației. Absolvenții cu diplomă ai învățământului universitar pot urma cursuri postuniversitare organizate în cadrul facultății.

## Centre de cercetare acreditate CNCSIS
- Centrul de excelență Ingineria Sistemelor șî Tehnologia Informației

- Coordonator centru: Prof.dr.ing. Octavian Păstrăvanu
- Coordonator executiv: Prof.dr.ing. Florina Ungureanu
- Coordonator științific: Prof.dr.ing. Mihail Voicu
- Centrul de cercetare de tip C Automatică și Informatică Tehnică

- Coordonator centru: Prof.dr.ing. Alexandru Onea
- Coordonator executiv: Conf.dr.ing. Letiția Mirea
- Coordonator științific: Conf.dr.ing. Lavinia Ferariu
- Centrul de cercetare de tip C Echipamente și programe inteligente

- Coordonator centru: s.l. dr. ing. Radu Silion
- Coordonator executiv: Conf.dr.ing. Pantilimonescu Florin
- Coordonator stiintific Conf.dr.ing. Șerban Elena